# Complete Clapton
Complete Clapton è un album di raccolta del musicista britannico Eric Clapton, pubblicato nel 2007.

## Tracce

### Disco 1
1. I Feel Free (Cream) – 2:52 (Pete Brown, Jack Bruce)
2. Sunshine of Your Love (Cream) – 4:09 (Brown, Bruce, Eric Clapton)
3. White Room (Cream) – 4:56 (Brown, Bruce)
4. Crossroads (Live) (Cream) – 4:06 (Robert Johnson, arr. Clapton)
5. Badge (Cream) – 2:40 (Clapton, George Harrison)
6. Presence of the Lord (Blind Faith) – 4:46 (Clapton)
7. After Midnight (Alternate mix) – 3:06 (J. J. Cale)
8. Let It Rain – 5:03 (Bonnie Bramlett, Delaney Bramlett, Clapton)
9. Bell Bottom Blues (Derek & the Dominos) – 5:00 (Clapton)
10. Layla (Derek & the Dominos) – 7:07 (Clapton, Jim Gordon)
11. Let It Grow – 4:54 (Clapton)
12. I Shot the Sheriff – 4:20 (Bob Marley)
13. Knockin' on Heaven's Door – 4:22 (Bob Dylan)
14. Hello Old Friend – 3:32 (Clapton)
15. Cocaine – 3:32 (Cale)
16. Lay Down Sally – 3:47 (Clapton, Marcy Levy, George Terry)
17. Wonderful Tonight – 3:38 (Clapton)
18. Promises – 2:57 (Richard Feldman, Roger Linn)
19. I Can't Stand It – 4:07 (Clapton)

### Disco 2
1. I've Got a Rock 'n' Roll Heart – 3:12 (Tony Seals, Troy Seals, Steve Diamond, Eddie Setser)
2. She's Waiting – 4:54 (Clapton, Peter Robinson)
3. Forever Man – 3:11 (Jerry Lynn Williams)
4. It's in the Way That You Use It – 4:10 (Clapton, Robbie Robertson)
5. Miss You – 5:05 (Clapton, Bobby Columby, Greg Phillinganes)
6. Pretending – 4:42 (Williams)
7. Bad Love – 5:08 (Clapton, Mick Jones)
8. Tears in Heaven – 4:31 (Clapton, Will Jennings)
9. Layla (Acoustic version) – 4:38 (Clapton, Gordon)
10. Running on Faith (Acoustic version) – 6:10 (Williams)
11. Motherless Child – 2:56 (Robert Hicks)
12. Change the World – 3:54 (Tommy Sims, Gordon Kennedy, Wayne Kirkpatrick)
13. My Father's Eyes – 5:22 (Clapton)
14. Riding with the King (B.B. King & Eric Clapton) – 4:23 (John Hiatt)
15. Sweet Home Chicago – 5:15 (Johnson)
16. If I Had Possession Over Judgment Day – 3:26 (Johnson)
17. Ride the River (J.J. Cale & Eric Clapton) – 4:35 (Cale)